# 1985. május 25-i konzisztórium
Az 1985. május 25-i konzisztóriumot II. János Pál pápa hívta össze április 24-én. Összesen 28 új bíborost kreált, közülük 27 pápaválasztó (80 év alatti).
| Nº                         | Ország                    | Név                                | Életkor                | Hivatal                                                                                                 |
| Pápaválasztó bíborosok     | Pápaválasztó bíborosok    | Pápaválasztó bíborosok             | Pápaválasztó bíborosok | Pápaválasztó bíborosok                                                                                  |
| -------------------------- | ------------------------- | ---------------------------------- | ---------------------- | --- |
| 1                          | Olaszország               | Luigi Dadaglio                     | 70                     | az Apostoli Penitenciária pro-penitenciáriusa                                                           |
| 2                          | India                     | Duraisamy Simon Lourdusamy         | 61                     | a Népek Evangelizálása Kongregáció titkára                                                              |
| 3                          | Nigéria                   | Francis Arinze                     | 52                     | a Nem Keresztények Titkársága elnök-helyettese                                                          |
| 4                          | Chile                     | Juan Francisco Fresno Larraín      | 70                     | a Santiago de Chile-i főegyházmegye érseke                                                              |
| 5                          | Olaszország               | Antonio Innocenti                  | 69                     | Spanyolország apostoli nunciusa                                                                         |
| 6                          | Nicaragua                 | Miguel Obando Bravo S.D.B.         | 59                     | a Managuai főegyházmegye érseke                                                                         |
| 7                          | Németország               | Paul Augustin Mayer O.S.B.         | 74                     | a Szentségi Kongregáció pro-prefektusa                                                                  |
| 8                          | Spanyolország             | Ángel Suquía Goicoechea            | 68                     | a Madridi főegyházmegye érseke                                                                          |
| 9                          | Belgium                   | Jean Jérôme Hamer O.P.             | 68                     | a Megszentelt Élet Intézményei és az Apostoli Élet Társaságai Kongregáció pro-prefektusa                |
| 10                         | Fülöp-szigetek            | Ricardo Jamin Vidal                | 54                     | a Cebui főegyházmegye érseke                                                                            |
| 11                         | Lengyelország             | Henryk Roman Gulbinowicz           | 61                     | a Wrocławi főegyházmegye érseke                                                                         |
| 12                         | Etiópia                   | Paulos Tzadua                      | 63                     | az Addisz-abebai főegyházmegye érseke                                                                   |
| 13                         | Szlovákia                 | Jozef Tomko                        | 61                     | a Püspöki Szinódus főtitkára                                                                            |
| 14                         | Ukrajna                   | Myroslav Ivan Lubachivsky          | 70                     | a Lvivi görögkatolikus főegyházmegye érseke                                                             |
| 15                         | Lengyelország             | Andrzej Maria Deskur               | 61                     | a Társadalmi Kommunikáció Pápai Bizottsága nyugalmazott elnöke                                          |
| 16                         | Franciaország             | Paul Joseph Jean Poupard           | 54                     | a Nem Hívők Titkársága elnök-helyettese                                                                 |
| 17                         | Kanada                    | Louis-Albert Vachon                | 73                     | a Québeci főegyházmegye érseke                                                                          |
| 18                         | Franciaország             | Albert Florent Augustin Decourtray | 62                     | a Lyoni főegyházmegye érseke                                                                            |
| 19                         | Venezuela                 | Rosalio José Castillo Lara S.D.B.  | 62                     | a Pápai Törvénymagyarázó Bizottság elnök-helyettese                                                     |
| 20                         | Németország               | Friedrich Wetter                   | 57                     | a München-Freisingi főegyházmegye érseke                                                                |
| 21                         | Olaszország               | Silvano Piovanelli                 | 61                     | a Firenzei főegyházmegye érseke                                                                         |
| 22                         | Hollandia                 | Adrianus Johannes Simonis          | 53                     | az Utrechti főegyházmegye érseke                                                                        |
| 23                         | Kanada                    | Édouard Gagnon P.S.S.              | 67                     | a Család Pápai Tanácsa elnök-helyettese                                                                 |
| 24                         | Ausztria                  | Alfons Maria Stickler S.D.B.       | 74                     | a Vatikáni Titkos Levéltár levéltáros-helyettese, a Vatikán Apostoli Könyvtárának könyvtáros-helyettese |
| 25                         | Amerikai Egyesült Államok | Bernard Francis Law                | 53                     | a Bostoni főegyházmegye érseke                                                                          |
| 26                         | Amerikai Egyesült Államok | John Joseph O’Connor               | 65                     | a New York-i főegyházmegye érseke                                                                       |
| 27                         | Olaszország               | Giacomo Biffi                      | 56                     | a Bolognai főegyházmegye érseke                                                                         |
| Nem pápaválasztó bíborosok |                           |                                    |                        | |
| 28                         | Olaszország               | Pietro Pavan                       | 81                     | a Trevisói egyházmegye áldozópapja                                                                      |